# Кыпу (колхоз)
Колхо́з «Кы́пу» (эст. Kõpu kolhoos) — колхоз в Кыпуском сельсовете Вильяндиского района Эстонской ССР.

## В советской Эстонии
Колхоз «Кыпу» был создан в 1969 году путём слияния нескольких малых колхозов, в их числе — «Большевик» (эст. „Bolševik”) и «Валгус» (эст. „Valgus”).  
Общий земельный фонд колхоза в 1978 году составлял 6,5 тысяч гектаров, в том числе сельскохозяйственные угодья — 3,7 тысячи гектара, из них обрабатываемых земель — 2,4 тысячи гектара.
Средняя численность работников в 1978 году — 225 человек.
Центральная усадьба колхоза находилась в посёлке Кыпу.

## В независимой Эстонии
После отделения Эстонии от Советского Союза колхоз был ликвидирован, как и все другие социалистические коллективные хозяйства страны.
В бывшем молокоприёмном здании в настоящее время располагается туристическое предприятие «Посетительский центр Кыпу» (эст. Kõpu Külastuskeskus).
С 1993 года сельскохозяйственную деятельность в посёлке Кыпу продолжает ООО «Кыпу ПМ» (эст. OÜ Kõpu PM). В 2019 году численность его работников составила 48 человек.